# Live at the Troubadour 1969
| Recensione              | Giudizio     |
| ----------------------- | ------------ |
| AllMusic                | [ 1 ]        |
| Sputnikmusic            | 4.3 (Superb) |
| Debaser                 | [ 3 ]        |
| Dizionario del Pop-Rock | [ 4 ]        |
| 24.000 dischi           | [ 5 ]        |

Live at the Troubadour 1969 è un album di Tim Buckley pubblicato nel marzo del 1994.
Si tratta di registrazioni dal vivo effettuate al Troubadour di Los Angeles il 3 e 4 settembre 1969.

## Tracce

### CD
Testi e musiche di Tim Buckley.
1. Strange Feelin' – 5:40
2. Venice Mating Call – 3:27
3. I Don't Need It to Rain – 11:06
4. I Had a Talk With My Woman – 7:32
5. Gypsy Woman – 14:31
6. Blue Melody – 5:37
7. Chase the Blues Away – 6:19
8. Driftin' – 7:56
9. Nobody Walkin' – 16:05

## Formazione
- Tim Buckley - voce, chitarra acustica
- Lee Underwood - chitarra
- John Balkin - basso
- Art Trip - batteria
- Carter C.C. Collins - congas

Note aggiuntive
- Herb Cohen - produttore originale, supervisore alle registrazioni
- Bill Inglot e K. Lee Hammond - produttori compilation
- Registrato dal vivo il 3 e 4 settembre 1969 al Troubadour di Los Angeles, California (Stati uniti)
- Wally Heider - ingegnere delle registrazioni (in remoto)
- K. Lee Hammond - art direction copertina CD
- Evan Cohen - supervisione progetto copertina
- Martin Aston - note interne libretto CD[6]